# Pintor de Tarquinia

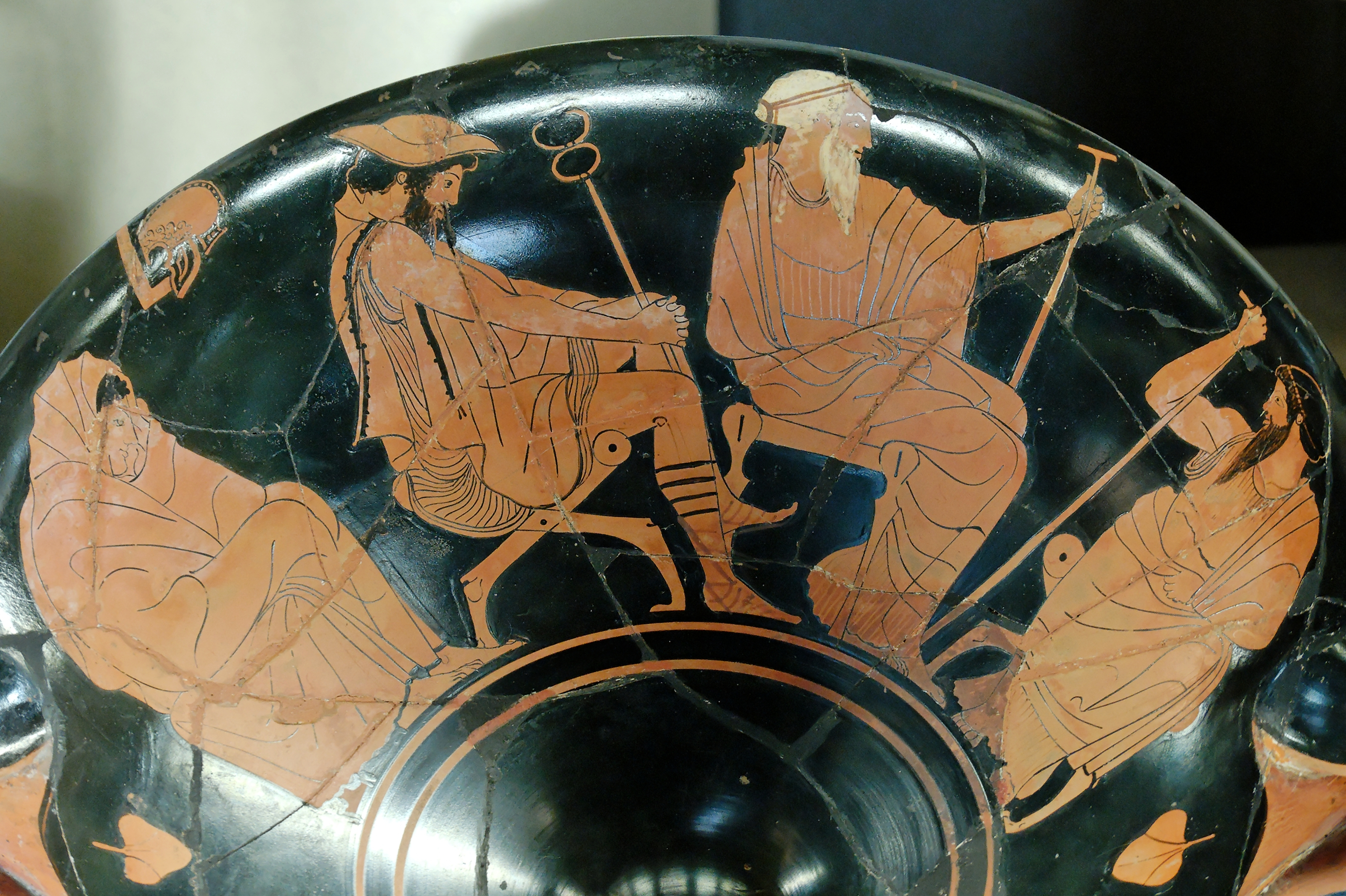
Embajada a Aquiles, kílix del Pintor de Tarquinia conservado en el Museo del Louvre.

Pintor de Tarquinia es la denominación convencional, acuñada por John Beazley, utilizada para designar a un pintor ático de cerámica de figuras rojas del que se sabe poco más que estuvo activo en la primera mitad del siglo V a. C., puesto que las obras que se le atribuyen por similitud formal pueden fecharse aproximadamente entre el 470 y el 460 a. C. La pieza-tipo utilizada por Beazley para la determinación de su estilo y personalidad artística está catalogada como Tarquinia RC 1121, conservada en el Museo Nazionale Tarquiniese ("Museo Nacional de Tarquinia", en el centro de Italia, antigua civilización etrusca); e ilustrada en el Corpus Vasorum Antiquorum II, como plate 22.1.